# Pseudaphidius cenozoicum
Pseudaphidius cenozoicum är en stekelart som först beskrevs av Quilis 1940.  Pseudaphidius cenozoicum ingår i släktet Pseudaphidius och familjen bracksteklar. Inga underarter finns listade i Catalogue of Life.